# Олькуш (станция)
Олькуш (пол. Olkusz) — пассажирская и грузовая железнодорожная станция в городе Олькуш, в Малопольском воеводстве Польши. Имеет 2 платформы и 4 пути.
Станция Олькуш была построена в 1885 году на линии Ивангородо-Домбровской железной дороги (Ивангород — Радом — Бзин — Сухеднев — Кельцы — Хенцины — Мехов — Вольбром — Олькуш — Славков — Домброва) с шириной русской колеи, когда город Олькуш был в составе Царства Польского.